# Becherov
Becherov es un municipio del distrito de Bardejov en la región de Prešov, Eslovaquia, con una población estimada a final del año 2024 de 275 habitantes.
Se encuentra ubicado en el centro-norte de la región, cerca del río Topľa (cuenca hidrográfica del río Tisza) y de la frontera con Polonia.

## Demografía
| Año        | 1994 | 2004    | 2014    | 2024    |
| ---------- | ---- | ------- | ------- | ------- |
| Población  | 294  | 285     | 279     | 275     |
| Diferencia |      | −3,06 % | −2,10 % | −1,43 % |

| Año        | 2023 | 2024    |
| ---------- | ---- | ------- |
| Población  | 276  | 275     |
| Diferencia |      | −0,36 % |